# 320 Dywizja Piechoty (III Rzesza)
320 Dywizja Piechoty (niem. 320. Infanterie-Division) – niemiecka dywizja z czasów II wojny światowej.
Sformowana w rejonie Lubeki na mocy rozkazu z 2 grudnia 1940, w 13. fali mobilizacyjnej w X Okręgu Wojskowym. Do 1943 kwaterowała w okupowanej Francji. Po przerzuceniu na front wschodni wspierała 2 Armię węgierską w walkach przeciw Armii Czerwonej. Następnie uczestniczyła w operacji Cytadela. Po okrążeniu w rejonie Besarabii, 2 września 1944 została zniszczona przez Armię Czerwoną.

## Dowódcy dywizji
- gen. por. Karl Maderholz 15 XII 1940 – 3 XII 1942;
- gen. mjr/gen. por. Georg – Wilhelm Postel 3 XII 1942 – 26 V 1943;
- gen. Kurt Röpke 26 V 1943 – 20 VIII 1944;
- gen. por. Georg Postel 20 VIII 1944 – 10 VII 1944;
- gen. mjr Otto Schell 10 VII 1944 – 2 IX 1944;
- gen. mjr Rolf Scherenberg XII 1944 – 19 II 1945;
- gen. mjr Emmanuel von Kiliani 19 II 1945 – 8 V 1945.

## Struktura organizacyjna
- Stan w grudniu 1940:

585., 586. i 587. pułk piechoty, 320. pułk artylerii, 320. batalion pionierów, 320. oddział przeciwpancerny, 320. oddział łączności;
- Stan we wrześniu 1943:

585., 586. i 587. pułk grenadierów, 320. pułk artylerii, 320. batalion pionierów, 320. batalion fizylierów, 320. oddział przeciwpancerny, 320. oddział łączności, 320. polowy batalion zapasowy;
- Stan w październiku 1944:

585., 586. i 587. pułk grenadierów, 320. pułk artylerii, 320. batalion pionierów, 320. dywizyjna kompania fizylierów, 320. oddział przeciwpancerny, 320. oddział łączności, 320. polowy batalion zapasowy;